# Вукович, Янко
Янко Вукович-Подкапельский (хорв. Janko Vuković-Podkapelski; 27 сентября 1871 ― 1 ноября 1918) ― хорватский офицер флота.
Служил в Австро-Венгерском военно-морском флоте и в течение краткого периода был главнокомандующим военно-морского флота Государства словенцев, хорватов и сербов. Вукович участвовал в боевых действиях во время Первой мировой войны и был назначен командующим флотом в октябре 1918 года, когда Австро-Венгрия распалась и весь её флот был передан новообразованному Государству словенцев, хорватов и сербов. Погиб, находясь за штурвалом SMS Viribus Unitis, который был потоплен итальянскими диверсантами.

## Биография
Потомок дворянского рода Вуковичей-Подкапельских. В 1889 году окончил Военно-морскую академию в Фиуме (современное название ― Риека). В 1900 г. ходил к берегам Америки на корвете «Dunav». На протяжении своей карьеры командовал броненосцем типа «Габсбург» додредноутом SMS Babenberg, затем ― быстрым лёгким крейсером SMS Admiral Spaun, к концу Первой мировой войны поднялся до командующего флагманом флота, дредноута SMS Viribus Unitis.

### Потопление Viribus Unitis
29 октября 1918 года Национальный совет словенцев, хорватов и сербов разорвал все отношения с Австрией и Венгрией и провозгласил создание нового Государства словенцев, хорватов и сербов. Вскоре же император Карл отдал весь Австро-венгерский военно-морской флот и торговый флот новому государству. Когда 31 октября 1918 года представители Национального совета прибыли на военно-морскую базу в Пуле, главнокомандующий флота, адмирал Миклош Хорти, спросил, кому он должен передать командование флотом. Представители не рассматривали этот вопрос ранее, и после некоторого обсуждения приняли предложение Хорти о назначении им Вуковича, который был произведён в контр-адмиралы и стал главнокомандующим военно-морского флота новой страны. Флаг Австро-Венгрии был спущен в 17:00.
Ночью диверсионная группа итальянцев, прибывшая на патрульном катере и не имевшая информации о провозглашении нового нейтрального государства, проникла в порт и заложила две двухсоткилограммовые мины под линкор «Viribus Unitis», готовые взорваться ровно в 06:30. Диверсанты были схвачены и взяты на борт судна, где затем и сообщили Вуковичу о том, что они сделали.
Вукович распорядился перевести пленных (это были Раффаэле Паолетти и Раффаэле Россетти) на корабль SMS Tegetthoff, и приказал начать эвакуацию судна. Но взрыва в 06:30 не произошло и тогда Вукович возвратился на корабль со многими моряками. Он остался на своём корабле и утонул вместе с ним и 300—400 членами экипажа, после того, как мины взорвались в 6:44. Вукович был главнокомандующим флота своей страны только лишь двенадцать часов.

### Семья
16 февраля 1907 года женился на Хелене (Елене) Нечай фон Фельсенейс (1883—1975), дочери морского офицера.
- Сын Метель (1907—1989) — врач и спортсмен клуба HAŠK Mladost Sveučilišta u Zagrebu[3].

## Награды
- Войсковой крест Карла
- Орден Железной короны
- Крест Военных заслуг

## Память
Вдова Вуковича, Елена, поставила мемориальную доску в честь адмирала в часовне на кладбище моряков в Пуле в 1919 году. Сейчас также существует мемориальная доска в деревне Йезеране, где он родился, открытая в 1994 году. Его имя также отмечено на мемориальной доске в честь всех адмиралов, который окончили бывшую Австро-Венгерской военно-морскую академии в Риеке, представленную президентом Хорватии Иво Йосиповичем на День ВМФ в 2011 году. Центральная площадь в Бринье и улица в Загребе были названы в честь Вуковича.
Трагическая судьба адмирала и его чувство чести и долга вдохновили на создание одноимённой песни музыкальной группы Gori Ussi Winnetou, а также двух романов: «Адмирал» Степана Вукушича и «Адмиральский стяг» Ивана Катушича.